# Sektkellerei Bussard

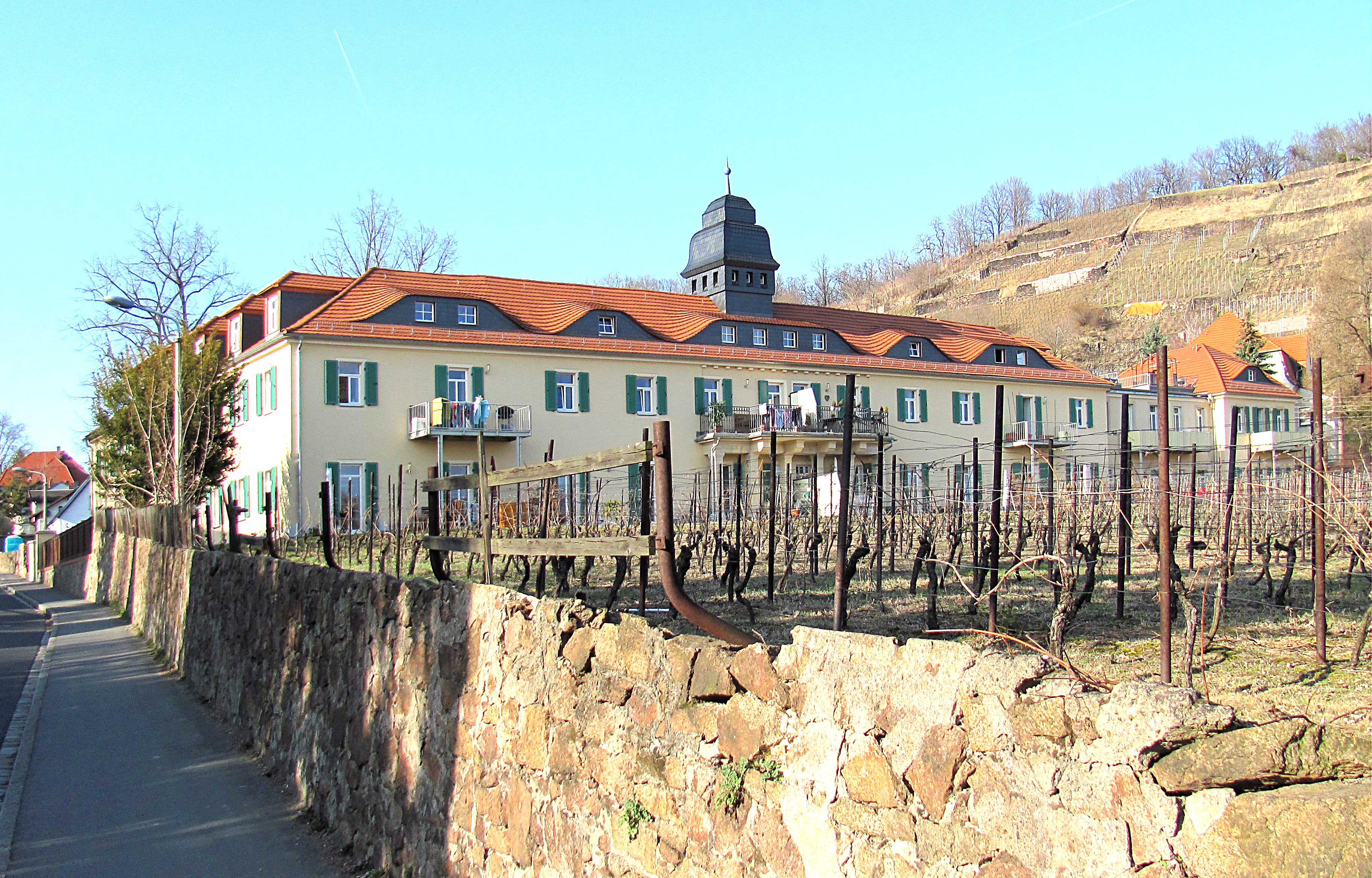
Ehemalige Sektkellerei Bussard, heute zur Wohnanlage umgenutzt. Unterhalb des Gebäudes befindet sich ein Weingarten.

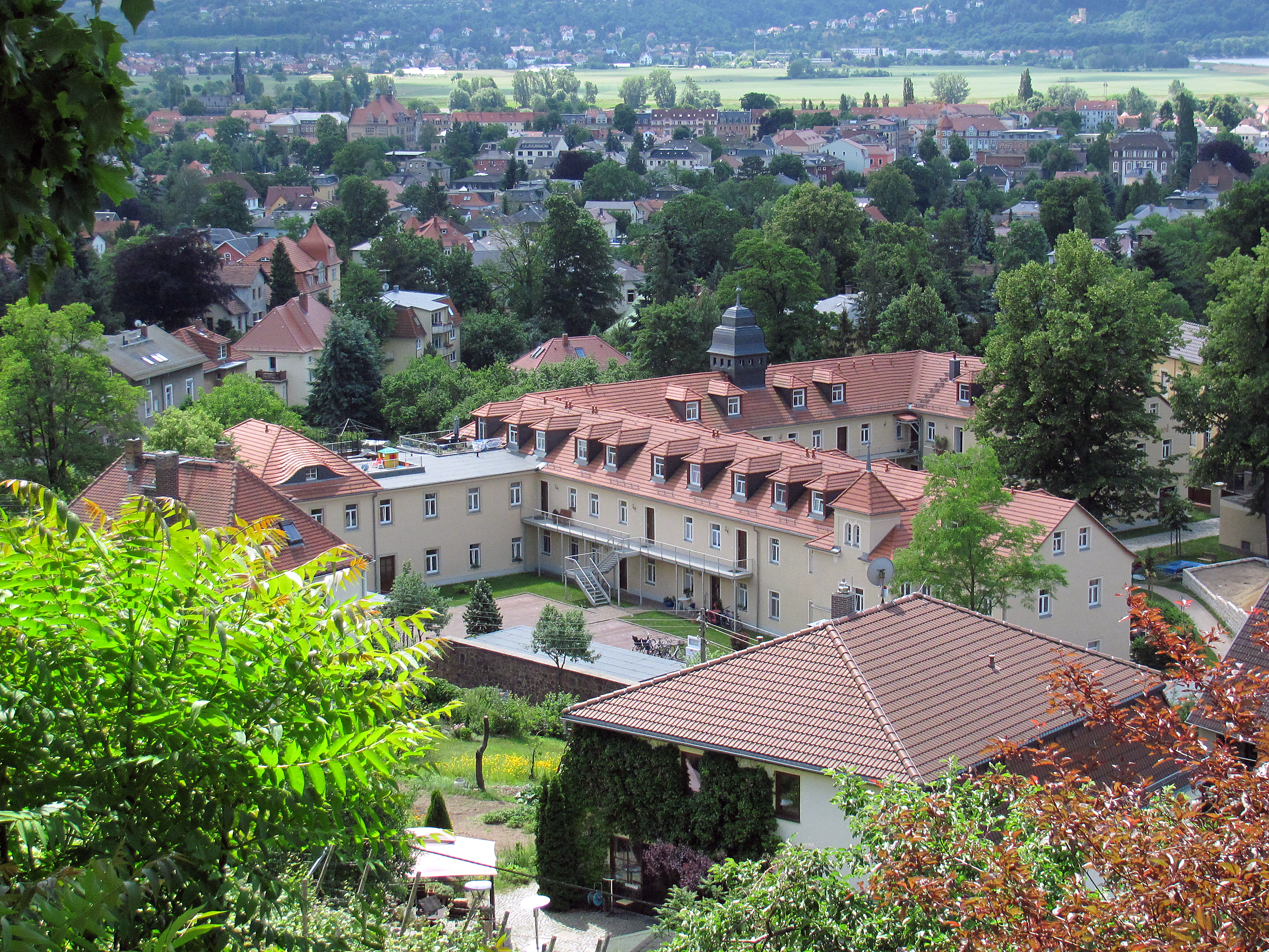
Ehemalige Sektkellerei Bussard, vom Bussardberg aus

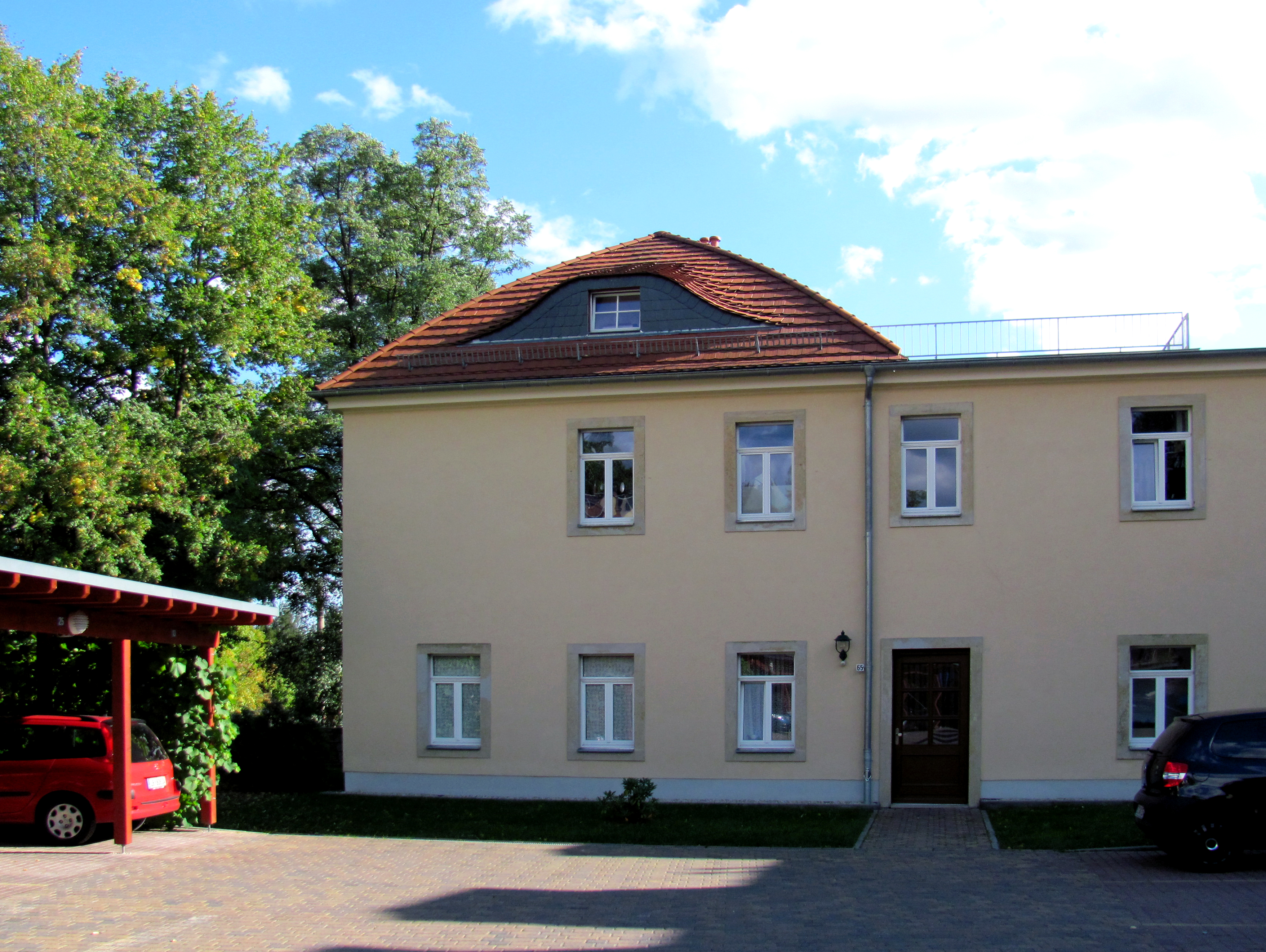
Ehemalige Sektkellerei Bussard: Bau mit konvexem Dach

Die ehemalige Sektkellerei „Bussard“ in Radebeul war die erste sächsische und galt lange Zeit als zweitälteste Sektkellerei Deutschlands nach Kessler Sekt von 1826. Tatsächlich ist sie die wohl drittälteste Deutschlands nach dieser und der Grempler & Co. A. G. Älteste Deutsche Sektkellerei von 1828. Sie war 1836 in der Lößnitz als Actienverein zur Fabrikation moussierender Weine gegründet worden. Die in traditioneller Flaschengärung nach Champagnerart handwerklich hergestellten feinen Sekte hatten auch außerhalb Sachsens einen guten Ruf. 1979 wurde die traditionelle Sektherstellung eingestellt zugunsten der im nahegelegenen Schloss Wackerbarth praktizierten Tankgärmethode. Die Sekttradition des Namens „Bussard“ wird heute vom dortigen Sächsischen Staatsweingut auf Schloss Wackerbarth als Sektmarke genutzt.
Das zur Wohnanlage umgenutzte Produktionsgebäude steht mit der „bemerkenswerte[n] Kelleranlage“ sowie der Einfriedung/Stützmauer und dem südlich davor gelegenen Weinberg unter Denkmalschutz. Dieser Weingarten gilt als Werk der Garten- und Landschaftsgestaltung. Gebäude und Weingarten liegen im Denkmalschutzgebiet Historische Weinberglandschaft Radebeul.
Die ehemalige Sektkellerei Bussard stand bereits zu DDR-Zeiten unter Denkmalschutz; damals wie auch heutzutage gehört Bussard zu den technischen Denkmalen in Sachsen.

## Beschreibung
Das Hauptgebäude ist ein zweigeschossiger Dreiflügelbau über einem 115 m langen, doppelgeschossigen Gewölbekeller, dessen Bau erst beim zweiten Mal gelang. Es liegt zwischen der (ehemaligen) Moritzburger Straße 44 im Westen und der Oberen Bergstraße 65/67 im Osten auf einem großen, nach Süden hängigen Grundstück. Der Mittelbau des mit flachen Walmdächern versehenen ehemaligen Produktionsgebäudes weist nach Süden und überblickt dort eine angelegte Weinbergsfläche. Mittig befindet sich auf jener Seite ein auf sechs Pfeilern liegender Balkon. Darüber befindet sich im Dach eine breite Gaube, über dieser steht ein barockisierender, quadratischer Dachreiter mit einer doppelt geschweiften Haube. Die beiden Flügel der Anlage weisen nach Norden und bilden mit dem Mittelbau einen großen Innenhof.
Zur Bergseite nach Osten hin befindet sich, über einen zweigeschossigen Zwischenbau mit Flachdach verbunden, ein mit einem konvex ausgebildeten Walmdach versehenes Wohnhaus.
Heute beherbergt das Gebäude mit den Adressen Obere Bergstraße 65/65a–f und 67/67a–i eine Wohnanlage mit insgesamt 26 Zwei- bis Fünf-Raum-Wohnungen, deren Kellerräume sich im oberen Gewölbekeller befinden. Die Gesamtwohnfläche beträgt knapp 2500 m² Wohnfläche.

## Geschichte

Sektkellerei Bussard: Die Schaumweinfabrikation in der Nieder-Lößnitz: Die Kellerräume, 1834/1866

### Moussierende Weine und Champagnerfabrik

Lage der Champagnerfabrik Niederlößnitz (rot eingefärbt), 1857. Rechts darüber der nach Südwesten ausgerichtete Bussardberg. Unten rechts an der gestrichelten Linie: Station Kötzschenbroda.

Moritzburger Straße Richtung Norden, auf Höhe der Sektkellerei Bussard (noch ohne Dachreiter, Foto von 1889). Rechts Haus Arendts; links Nr. 41, ganz links dahinter das Herrenhaus Altfriedstein

1832 gründeten 75 Weinbauern, die sich auf der Flur Kötzschenbroda nördlich der Meißner Straße verstreut niedergelassen hatten, jedoch von der Gemeinde Kötzschenbroda nicht als ihre Einwohner angesehen wurden, den Niederlößnitzer Weinbergverein.
1836 gründeten die Weinbergbesitzer Ludwig Pilgrim (vom Mohrenhaus), Georg Schwarz (von Altfriedstein) und Franz Carl Friedrich Sickmann (von Neufriedstein) auf dem Nierenberg auf der Ostseite der Moritzburger Straße (Nr. 44) den Actienverein zur Fabrikation moussierender Weine.
Aufgrund der Änderungen der Sächsischen Landgemeindeordnung von 1838 bildete sich 1839 durch förmliche Abtrennung von Kötzschenbroda im Süden und Kötzschenbroda Oberort im Norden die Gemeinde Nieder-Lössnitz mit damals 400 Einwohnern, auf deren Gebiet die Sektkellerei damit lag.
Erster Kellermeister dieser Fabrik für moussierende Weine war bis 1848 der aus Reims stammende Johann Joseph Mouzon, der die Produktion mit Flaschengärung nach Champagnerart aufbaute. Nach anfänglich 37.700 Flaschen wurde im Jahr 1846 eine Höchstleistung von 150.000 Flaschen erreicht. Mit der Umbenennung in Champagnerfabrik Niederlößnitz erlangte die Sektkellerei unter diesem Namen in den folgenden Jahrzehnten einen guten Ruf.
Während in den ersten Jahrzehnten die verfügbare Menge an aus dem Elbtal stammenden Weinen ausreichte, sorgte ab 1860 die Konkurrenz von drei weiteren Champagnerfabriken in der Lößnitz sowie nach 1880 die Reblauskatastrophe dafür, dass zunehmend auch Grundweine vom Rhein und von der Mosel verwendet wurden.
1886 erwarb die Firma Uhlitzsch, Richter & Co. die Champagnerfabrik Niederlößnitz, richtete Anfang der 1890er Jahre erstmals Gasträume ein und setzte den sich auf dem Mittelflügel befindlichen barockisierenden Dachreiter auf das Dach.

### Sektkellerei Bussard

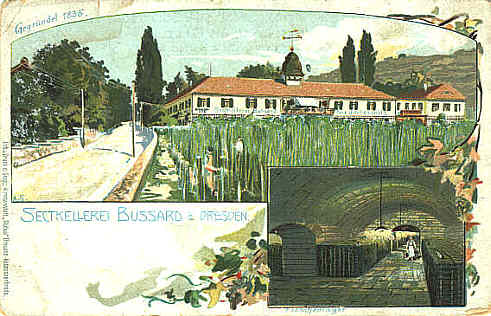
Sektkellerei Bussard, Lithografie-Postkarte von vor 1900, links die Moritzburger Straße

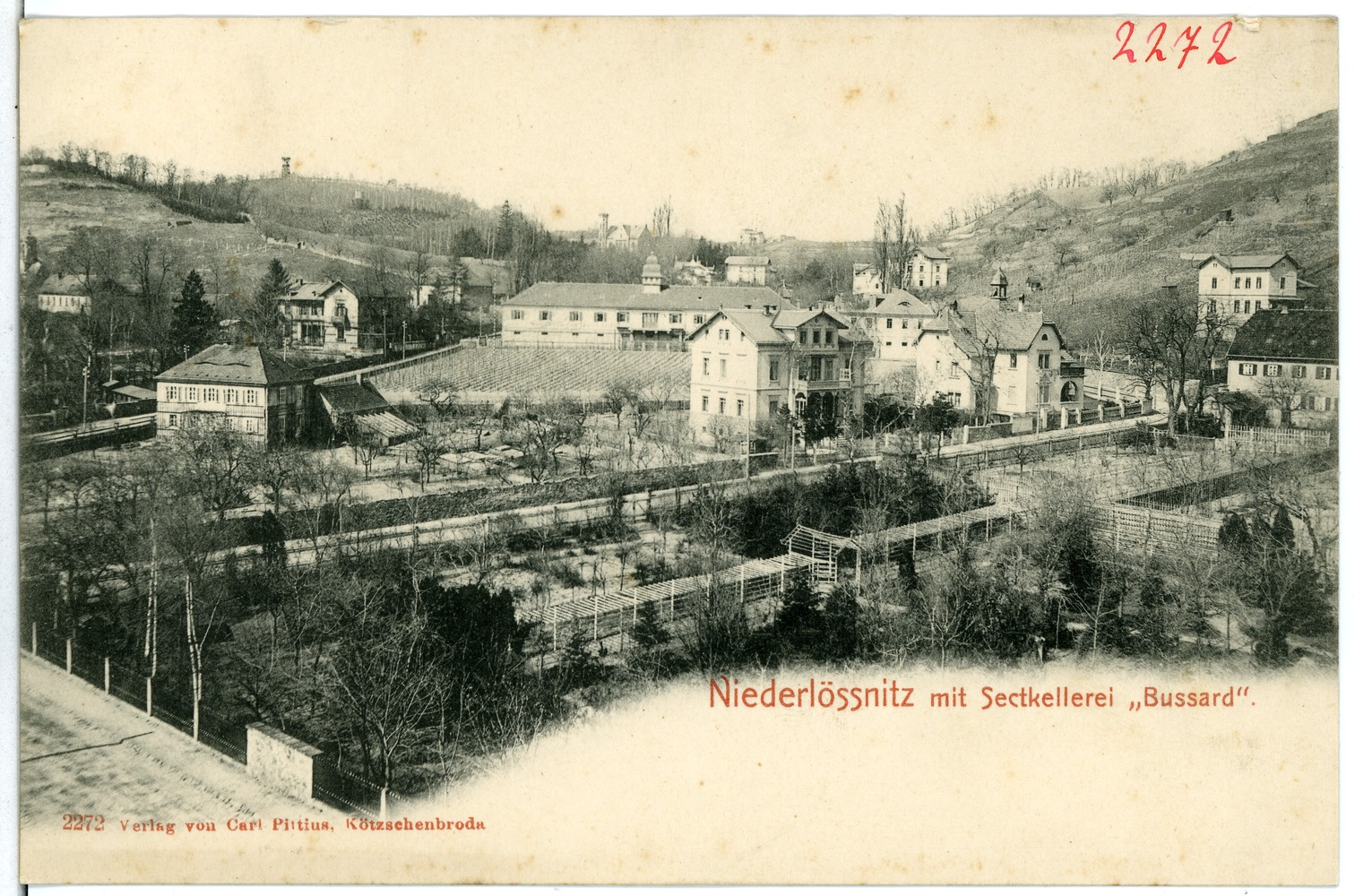
Sektkellerei Bussard, Postkarte von 1902

1897 erwarb die vorher in Meißen ansässige Sectkellerei Bussard Actien-Gesellschaft das Unternehmen. 1899 erwarb die Firma H. Schönrock’s Nachfolger Weingroßhandlung die Sektkellerei Bussard, löste die Aktiengesellschaft auf und führte das Unternehmen als GmbH weiter. Modernisierung der Baulichkeiten, Ausbau der Bewirtungskapazitäten sowie intensive Bewerbung der Marke „Bussard“ verhalfen der Sektkellerei sowie ihrem Restaurant Weinhaus und der Probierstube zu solcher Beliebtheit, dass neben Feinschmeckern auch regelmäßig Mitglieder des sächsischen Königshauses zu Gast waren.
Anlässlich der Ausstellung der Lößnitzortschaften 1909 erfolgte der Bau des Gartenhauses, der sogenannten Sektklause, die lange Zeit verfiel und in den 2010er Jahren beräumt wurde.
Nach dem Zweiten Weltkrieg wurde die Produktion erst wieder 1955 als Sektkellerei Bussard Voigt & Co. KG aufgenommen, ab 1958 wurde der VEB Rotkäppchen Sektkellerei Freyburg beteiligt. 1972 erfolgte die Enteignung und 1974 die Integration in das Radebeuler Volksweingut VEG(Z) Weinbau Radebeul. 1978/1979 wurde die traditionelle Flaschengärung vor Ort eingestellt und die letzten noch verbliebenen Bussard-Mitarbeiter in die Massensektproduktion auf dem Gelände von Schloss Wackerbarth umgesetzt. Das dort praktizierte Tankgärverfahren für die Massenherstellung von Billigsekt hatte Priorität gegenüber der in Bussard mit viel Handarbeit praktizierten klassischen Flaschengärung, die zwar höhere Sektqualitäten lieferte, aber kostenintensiver war. Damit wurde die Tradition der Herstellung hochwertiger, handwerklich erzeugter Qualitätssekte nach der Methode der klassischen Flaschengärung in der Sektkellerei Bussard beendet.

### Nachnutzung
Bereits zu DDR-Zeiten wurden die Gebäude zum technischen Denkmal erklärt, eine museale Nutzung scheiterte jedoch. Teile wurden als Lager, andere Teile als Jugendklubhaus „X. Weltfestspiele“ und als Diskothek „Sekte“ genutzt. Auch waren dort eine Kindertagesstätte und später ein Hort eingerichtet. Von 1990 bis 1997 wurde das Restaurant unter dem Namen „Weinstein“ betrieben. Nach Leerstand begann 2003 eine Sanierung zur Wohnanlage, die jedoch mittendrin scheiterte. 2008 wurde der Gebäudekomplex unter Wahrung denkmalpflegerischer Belange in eine Wohnanlage mit zahlreichen Wohnungen umgestaltet.
Im September 2011 wurde die auf dem nordwestlichen Grundstücksteil stehende, im Jahr 1909 als Sektprobierstube errichtete und ebenfalls denkmalgeschützte Sektklause (Moritzburger Straße 44) wegen Baufälligkeit abgerissen und durch einen Neubau ersetzt.

### Der Name Bussard heute
Das Sächsische Staatsweingut auf Schloss Wackerbarth hält die Namensrechte an der Marke Bussard und produziert einen gleichnamigen Sekt.
Der Nierenberg heißt heute Bussardberg und ist einer der Steillagen-Weinberge der Einzellage Radebeuler Steinrücken.

## Bemerkenswertes

14.) ein Wagen der Fabrik moussirender Weine aus der Niederlößnitz; auf Blatt 4/8 der Darstellung des Winzerzugs

Der Politiker Hermann Müller (1876–1931) war der Sohn des 1892 gestorbenen Leiters der Sektkellerei Bussard. Müller war 1920 und von 1928 bis 1930 Reichskanzler der Weimarer Republik.
Der Maler und Radierer Moritz Retzsch, selbst auch Winzer in der Oberlößnitz, schuf 1836 eine detailgetreue Darstellung der Schaumweinherstellung in Niederlößnitz. 1840 fuhr auf einem Wagen des Winzerzugs ein Exponat der Sekterei mit, das Retzsch ebenfalls festhielt.

### Lößnitzer Schaumweine
Bereits vor der Fabrik für moussierende Weine stellte ab 1827 der Oberforstmeister Henning August von Bredow, damaliger Besitzer des ebenfalls in der Lage Radebeuler Steinrücken liegenden, später Minckwitzscher Weinberg genannten Weinbergsbesitzes aus Lößnitztrauben erfolgreich Schaumweine her.